# Edizioni dell'Ateneo
Edizioni dell'Ateneo è una casa editrice italiana fondata a Roma nel 1946, specializzata in pubblicazioni scientifiche e di ricerca.
Dal 1989 è diventata un marchio della Fabrizio Serra editore, casa editrice che ha unificato diversi editori accademici.
Tra le migliaia di titoli pubblicati, si segnalano autorevoli edizioni critiche e commentate di classici come:
- Giambattista Vico
- Giordano Bruno
- Menandro
- Lucano
- Giovanni Pontano
- Plauto
- Petronio
- Orazio
- Seneca
- Petrarca

Ha edito importanti monografie di autori come:
- Angelo Monteverdi
- Francesco Carnelutti
- Angelo Brelich
- Ettore Paratore
- Mario Socrate
- Luca Canali
- Benvenuto Terracini
- Sebastiano Timpanaro
- Arrigo Castellani
- Aldo Capitini
- Paolo Sylos Labini
- Natalino Sapegno
- Vsevolod Illarionovič Pudovkin
- Federico Caffè
- Santo Mazzarino
- Ernesto De Martino
- Antonino Pagliaro

| Controllo di autorità | VIAF (EN) 311377796 |